# Інтерлахен (Флорида)
Інтерлахен (англ. Interlachen) — місто (англ. town) в США, в окрузі Патнем штату Флорида. Населення — 1441 особа (2020).

## Географія
Інтерлахен розташований за координатами 29°37′20″ пн. ш. 81°53′41″ зх. д. / 29.62222° пн. ш. 81.89472° зх. д. (29.622267, -81.894733).  За даними Бюро перепису населення США в 2010 році місто мало площу 16,56 км², з яких 15,23 км² — суходіл та 1,34 км² — водойми.

## Демографія
Згідно з переписом 2010 року, у місті мешкали 1403 особи в 565 домогосподарствах у складі 364 родин. Густота населення становила 85 осіб/км².  Було 682 помешкання (41/км²).
Расовий склад населення:
| - 79,3 % — білих - 7,3 % — чорних або афроамериканців - 0,7 % — корінних американців - 0,3 % — азіатів - 0,1 % — вихідців з тихоокеанських островів - 9,7 % — осіб інших рас |

До двох чи більше рас належало 2,7 %. Частка іспаномовних становила 24,9 % від усіх жителів.
За віковим діапазоном населення розподілялося таким чином: 22,7 % — особи молодші 18 років, 57,6 % — особи у віці 18—64 років, 19,7 % — особи у віці 65 років та старші. Медіана віку мешканця становила 43,1 року. На 100 осіб жіночої статі у місті припадало 99,6 чоловіків;  на 100 жінок у віці від 18 років та старших — 98,5 чоловіків також старших 18 років.
Середній дохід на одне домашнє господарство  становив 40 193 долари США (медіана — 28 478), а середній дохід на одну сім'ю — 43 369 доларів (медіана — 32 841). Медіана доходів становила 40 078 доларів для чоловіків та 31 875 доларів для жінок. За межею бідності перебувало 39,6 % осіб, у тому числі 53,7 % дітей у віці до 18 років та 20,1 % осіб у віці 65 років та старших.
Цивільне працевлаштоване населення становило 416 осіб. Основні галузі зайнятості: освіта, охорона здоров'я та соціальна допомога — 18,5 %, мистецтво, розваги та відпочинок — 15,1 %, роздрібна торгівля — 14,2 %.